# Einmal sehen wir uns wieder
Einmal sehen wir uns wieder war der deutsche Beitrag zum Eurovision Song Contest 1961, der in deutscher Sprache mit einer französischen Strophe von Lale Andersen aufgeführt wurde. Es war der erste mehrsprachige Beitrag der Wettbewerbsgeschichte.

## Entstehung und Inhalt
Einmal sehen wir uns wieder wurde von Rudolf Maluck geschrieben, der Text stammt von Ernst Bader. Im Text der Ballade versichert die Protagonistin der geliebten Person, dass sie sich bald wiedersehen werden, „vielleicht schon übers Jahr“.

## Veröffentlichung und Rezeption
Die Single erschien im Mai 1961 bei Electrola und beinhaltet das Stück Ein kleiner gold’ner Ring als B-Seite. In Deutschland erreichte Einmal sehen wir uns wieder Rang 30 in den Singlecharts und platzierte sich insgesamt einen Monat in den Charts. Die Single wurde zum fünften Charthit für Andersen in Deutschland.

## Grand Prix
Das Lied wurde am Abend des Grand Prix an achter Stelle aufgeführt (nach Lill-Babs aus Schweden mit April, april und vor Jean-Paul Mauric aus Frankreich mit Printemps, avril carillonne). Dirigent war Franck Pourcel. Am Ende der Abstimmung hatte das Lied drei Punkte erhalten und belegte den 13. Platz von 16 Teilnehmern.

## Coverversionen
Im selben Jahr nahm Thory Bernhards eine schwedische Coverversion mit dem Titel En gång ska vi åter mötas auf. Die Schallplatte war ein riesiger Verkaufserfolg und stand fünf Wochen lang an der Spitze der Verkaufscharts von „Skivspegeln“. 1969 folgte auch Jan Høiland mit einer Version unter demselben Titel.